# Накай (Канаґава)

35°19′51″ пн. ш. 139°13′8″ сх. д. / 35.33083° пн. ш. 139.21889° сх. д.
Нака́й (яп. 中井町, なかいまち, МФА: [nakai̯ mat͡ɕi̥]) — містечко в Японії, в повіті Асіґара-Камі префектури Канаґава. Станом на 1 квітня 2009 площа містечка становила 20,02 км². Станом на 1 липня 2011 населення містечка становило 9971 осіб.